# Julie Carmen
Julie Carmen (New York, 4 aprile 1954) è un'attrice statunitense.

## Biografia
Nata e cresciuta a New York, Julie Carmen ha iniziato la sua carriera di attrice ballando a Broadway in Zoot Suit. La sua carriera cinematografica ha avuto inizio nel 1980 con l'interpretazione di Jeri Dawn, una madre portoricana in Una notte d'estate (Gloria) di John Cassavetes al fianco di Gena Rowlands. 
É nota in particolare per aver interpretato ruoli estremamente diversi tra loro, tra i quali l'elegante madre di Angelina Jolie che lotta per liberare i propri schiavi in True Women, la rivoluzionaria ambientale Nina nella serie HBO Dream On, la madre lesbica che combatte per la libertà in King of the Jungle al fianco di John Leguizamo, l'editrice di libri horror al fianco di Sam Neill in Il seme della follia di John Carpenter e Regine Dandridge nel classico dell'horror Ammazzavampiri 2.

## Filmografia parziale

### Cinema
- Una notte d'estate (Gloria) (Gloria), regia di John Cassavetes (1980)
- Fort Bronx (Night of the Juggler), regia di Robert Butler (1980)
- Ritorno dall'inferno (Comeback), regia di Christel Buschmann (1982)
- Last Plane Out, regia di David Nelson (1983)
- Ammazzavampiri 2 (Fright Night Part II), regia di Tommy Lee Wallace (1988)
- Milagro, regia di Robert Redford (1988)
- Oscuri presagi (Cold Heaven), regia di Nicolas Roeg (1991)
- Il seme della follia (In the Mouth of Madness), regia di John Carpenter (1994)
- King of the Jungle, regia di Seth Zvi Rosenfeld (2000)
- The Butcher, regia di Jesse V. Johnson (2009)
- Falling Awake, regia di Agustín Fernández (2009)
- Dawn Patrol, regia di Daniel Petrie Jr. (2014)

### Televisione
- Nero Wolfe – serie TV (1981)
- La legge di McClain (McClain's Law) – serie TV (1981)
- Condo – serie TV (1983)
- Autostop per il cielo (Highway to Heaven) – serie TV, episodio 1x12 (1984)
- Ai confini della realtà (The Twilight Zone) – serie TV, episodio 1x10 (1985)
- La vera storia di Billy the Kid (Gore Vidal's Billy the Kid), regia di William A. Graham – film TV (1989)
- Dream On – serie TV (1990)
- E.R. - Medici in prima linea (ER) – serie TV (1995)
- True Women – miniserie TV (1997)
- La leggenda dell'isola maledetta (Gargantua), regia di Bradford May – film TV (1998)
- Tales of the Walking Dead – serie TV, episodio 1x06 (2022)

## Doppiatrici italiane
Nelle versioni in italiano delle opere in cui ha recitato, Julie Carmen è stata doppiata da:
- Michela Alborghetti in Grey's Anatomy
- Isabella Pasanisi in Tales of the Walking Dead